# Yuki Chiba
Yuki Chiba (千葉雄喜 Chiba Yūki?, Oji, Kita, Tokio, 22 de abril de 1990), también conocido inicialmente como KOHH, es un rapero, cantante y compositor japonés.

## Biografía
Chiba nació en Oji, Kita, Tokio, Japón. Fue criado por su madre soltera junto con su hermano menor, el también rapero Lil KOHH. Su padre coreano, cuyo apellido coreano (고/Koh) se convirtió en la base del nombre artístico de Chiba, murió por suicidio después de saltar de un edificio de apartamentos mientras estaba drogado. La madre de Chiba luchó contra una adicción a la metanfetamina. Chiba creció rodeado de violencia y drogas junto con su grupo de amigos locales, compartiendo la misma experiencia.

## Carrera

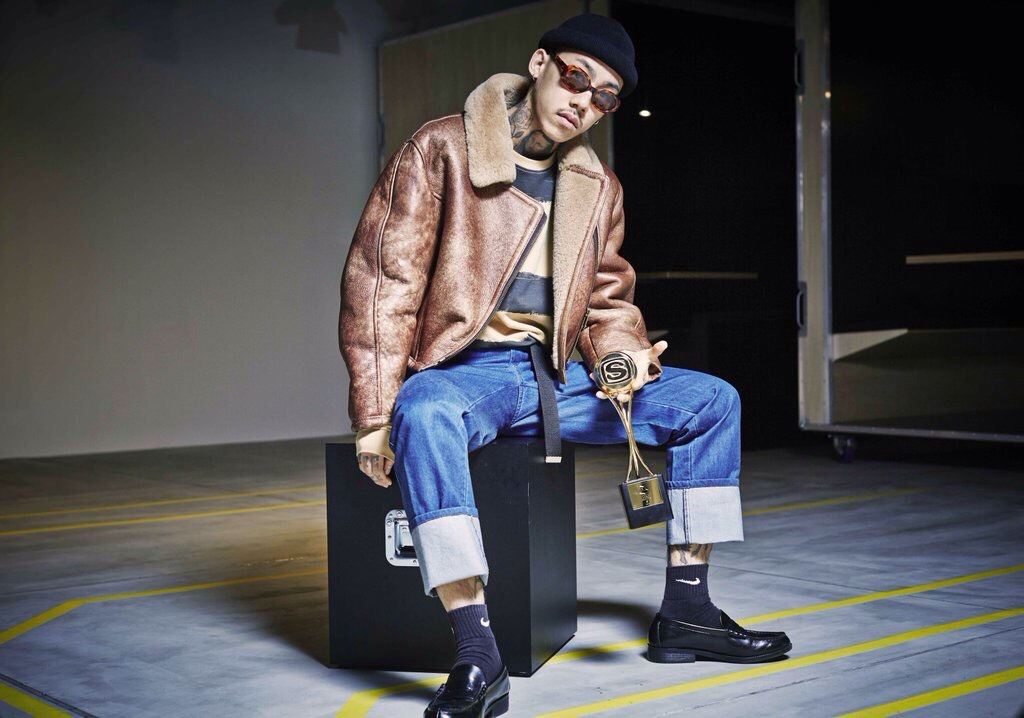
Chiba en 2016

Chiba comenzó a producir y grabar música a la edad de 18 años mientras realizaba varios mixtapes, hasta que conoció al productor 318 y comenzó a lanzar material bajo el sello GUNSMITH PRODUCTION. Tuvo un éxito temprano en la escena underground de los suburbios japoneses cuando produjo la canción "Young Forever" de Lil KOHH. El video musical que la acompañaba se volvió viral en Japón.
En 2014, Chiba lanzó su segundo álbum de estudio titulado MONOCHROME. El álbum fue un éxito considerable en su país natal, y su tema principal "I don't mind if I'm poor" (貧乏なんて気にしない Binbō nante Kinishinai?) tuvo una gran recepción en YouTube.
En 2015, KOHH junto con el artista japonés Loota colaboraron con la canción "잊지마" (It G Ma) de Keith Ape, que se convirtió en un gran éxito en Japón y Corea del Sur, además de ganar la atención de los medios internacionales. De regreso en Japón, KOHH reanudó su trabajo y continuó trabajando en su nuevo álbum DIRT después de lanzar su primer álbum retrasado 梔子 (Gardenia). DIRT se lanzó el 28 de octubre. El álbum también fue lanzado internacionalmente a través de iTunes el 23 de octubre. Chiba apareció junto con OG Maco en la canción "BUCHIAGARI" del DJ japonés RYOW.
En 2016, KOHH colaboró con Frank Ocean en el sencillo "Nikes", disponible en la copia física del álbum Blonde. Chiba apareció en una nueva canción de la superestrella japonesa-estadounidense Hikaru Utada, titulada "Bōkyaku", de su sexto álbum japonés Fantôme.
En 2018, Chiba apareció en una canción adicional exclusiva "Runway", en la versión japonesa de iTunes del álbum Caution de Mariah Carey.
El quinto álbum de estudio de Chiba, Untitled, fue lanzado por Nippon Columbia el 2 de febrero de 2019.
En 2021, Chiba se retiró el apodo de KOHH, y decidió utilizar su nombre de nacimiento, Yuki Chiba. Más tarde declararía, en 2024, que ya no interpretaría ninguna canción de esa época. Chiba se tomó un descanso de su carrera de tres años antes de regresar el 12 de febrero de 2024. Subió un vídeo musical oficial llamado "Team Tomodachi" (チーム友達), que se volvió viral. Team Tomodachi ha tenido múltiples remixes con otros artistas como Duke Deuce, ¥ellow Bucks, Jin Dogg, Bun B, Watson y muchos más.
En 2024, Chiba apareció en la canción "Mamushi", de la rapera estadounidense Megan Thee Stallion, perteneciente a su álbum Megan. La canción se volvió viral en las redes sociales y se convirtió en la primera entrada de Chiba en el Billboard Hot 100 de Estados Unidos en el puesto número 68. Hizo su debut televisivo en Estados Unidos en los MTV Video Music Awards de 2024 cuando interpretó la canción junto a Megan Thee Stallion.

## Recepción
Chiba ha sido mencionado varias veces como una gran fuerza influyente en la escena del hip hop japonés en los últimos años. Chiba ha criticado ocasionalmente lo pequeña que es la escena del hip hop en Japón y ha atacado a los principales canales de televisión por su negligencia a la hora de prestar atención al hip hop. Chiba también ha sido elogiado por su uso inteligente de temas como el consumo de drogas y la violencia dentro de la sociedad japonesa, que se consideran controvertidos en el país. Después de aparecer en "잊지마" (It G Ma), KOHH recibió un elogio aún mayor del público internacional que reconoció su uso de la frase 'Arigatō' ( Gracias ) en su verso como la marca registrada de la exitosa canción y elogiaron al artista cuya actuación fue la que dejó la mayor impresión en la pista. Taku Takahashi de M-flo ha designado a Chiba como uno de los actos principales en el renacimiento del hip hop japonés.
Varios vídeos en los que aparece Chiba se han vuelto virales en redes sociales como YouTube, Facebook y Vine, entre otras.

## Discografía

### Álbumes de estudio
| Título                       | Detalles del álbum                                                                                            | Gráficos deOricon |
| ---------------------------- | --- | ----------------- |
| Monochrome                   | - Fecha de lanzamiento: 30 de julio de 2014 - Etiqueta: Gunsmith Productions - Formatos: CD, descarga digital | 57                |
| 梔子 (Gardenia)              | - Fecha de lanzamiento: 1 de enero de 2015 - Etiqueta: Gunsmith Productions - Formatos: CD, descarga digital  | 26                |
| Dirt II                      | - Fecha de lanzamiento: 17 de junio de 2016 - Etiqueta: Gunsmith Productions - Formatos: CD, descarga digital | 38                |
| Untitled                     | - Fecha de lanzamiento: 2 de febrero de 2019 - Etiqueta: Nippon Columbia - Formatos: CD, descarga digital     | 80                |
| Worst                        | - Fecha de lanzamiento: 29 de abril de 2020 - Etiqueta: Nippon Columbia - Formatos: CD, descarga digital      | 12                |
| The Lost Tapes               | - Fecha de lanzamiento: 25 de septiembre de 2022 - Formatos: Descarga digital                                 | -                 |
| Team Tomodachi (The Remixes) | - Lanzamiento: 2024 - Formatos: Descarga digital                                                              | -                 |

### Mixtapes
Lista de mixtapes
| Título                | Detalles |
| --------------------- | --- |
| Yellow Tape           | - Fecha de lanzamiento: 28 de noviembre de 2012 - Colección de canciones principales de Chiba y sus colaboraciones |
| Yellow Tape 2         | - Fecha de lanzamiento: 31 de agosto de 2013 - Colección de canciones principales de Chiba y sus colaboraciones    |
| Yellow Tape 3         | - Fecha de lanzamiento: 30 de junio de 2015 - Colección de canciones principales de Chiba y sus colaboraciones     |
| Yellow Tape 4         | - Fecha de lanzamiento: 20 de diciembre de 2016 - Colección de canciones principales de Chiba y sus colaboraciones |
| Complete Collection 1 | - Fecha de lanzamiento: 20 de mayo de 2015                                                                         |
| Complete Collection 2 | - Fecha de lanzamiento: 20 de mayo de 2015                                                                         |

### Sencillos

#### Como artista principal
| Título | Año  | Álbum                               |
| --- | ---- | ----------------------------------- |
| "十人十色" (Chiba, Tokarev, PETZ) | 2013 | Sencillo sin álbum                  |
| "Ballin" (Chiba, SD y SKY-Hi) | 2014 | Concrete Green the Chicago Alliance |
| "Chiraq 2 Japan" (Chiba, Lil Herb, Seeda y Norikiyo) | 2014 | Sencillos sin álbum                 |
| "Fight for Tokyo" (Giragiraガールズ, 巌, MEGA-G, MC漢, MC SHOW, MCクローバー, Y'S, YOUNG HASTLE, KOHH, LOOTA, EGO, 海, エリカ)                                            | 2014 | Sencillos sin álbum                 |
| "Hope – Tokyo Tribe Anthem (Tribes United Version)" (海, 巌, MC漢, MEGA-G, GIRAGIRAガールズ, D.O, T2K, Y'S, KOHH, 十影, YOUNG HASTLE, VITO FOCCACIO, LOOTA, EGO, MC SHOW) | 2014 | Sencillos sin álbum                 |
| "Paris (Sam Tiba Remix)" | 2016 | Homieland Vol. 2                    |
| "No Makeup" | 2021 | Yellow Tape 5                       |
| "Team Tomodachi (チーム友達)" | 2024 | Sencillo sin álbum                  |

#### Como artista colaborador
| Título                                                                        | Año  | Álbum                                                                                     | Notas                              |
| ----------------------------------------------------------------------------- | ---- | ----------------------------------------------------------------------------------------- | ---------------------------------- |
| "Gimme the Lights" (DJ Tatsuki & DJ Chari feat. Yuki, KOHH & Young Freez)     | 2012 | A.C.E. Time 2nd Season                                                                    |                                    |
| "I Need Her Remix" (Vito (Squash Squad) feat. Nipps, KOHH and Cherry Brown)   | 2012 | Yellow Tape                                                                               |                                    |
| "New Days Move (Remix)" (Aklo feat. Salu, Staxx T(Cream), KOHH & Shingo☆西成) | 2012 | Sencillos sin álbum                                                                       |                                    |
| "G.O.L.D" (DJ Ken Watanabe feat. KOHH)                                        | 2013 |                                                                                           |                                    |
| "G.O.L.D Part 2" (DJ Ken Watanabe feat. KOHH, Kayzabro & The Y's)             | 2013 |                                                                                           |                                    |
| "Don't Stop Remix" (DJ Ryow feat. DJ Ty-Koh, KOHH, Dizzle & Socks)            | 2013 |                                                                                           |                                    |
| "Bank to Bank" (Anarchy feat. KOHH)                                           | 2013 | DGKA (Dirty Ghetto King Anarchy)                                                          |                                    |
| "Hate That Booty" (Zeebra feat. Y's & KOHH)                                   | 2013 | 25 To Life                                                                                |                                    |
| "Somewhere" (Loota feat. KOHH)                                                | 2013 | Dessin                                                                                    |                                    |
| "Boyfriend #2 (Remix)" (Kowichi featuring Young Hastle, KOHH & DJ Ty-Koh)     | 2014 | The Diner                                                                                 |                                    |
| "プリンス" (Y's featuring KOHH, Mony Horse & Jigg)                            | 2014 | Love Hate Power                                                                           |                                    |
| "Turn Up" (DJ Ryow featuring KOHH, Smith-CN & Zeebra)                         | 2014 | #Idwt – In Dreams We Trust                                                                |                                    |
| "Hiroi sekai" (Relax Rekords feat. KOHH, J $tash & Young Sachi)               | 2014 | Relax Gang Vol. 1                                                                         |                                    |
| "aaight" (DJ Souljah feat. KOHH, Maria (Simi Lab))                            | 2014 | Sencillo sin álbum                                                                        |                                    |
| "Break the Records (Remix)" (AKLO feat. KOHH & 漢)                            | 2014 | The Arrival                                                                               |                                    |
| "I'm So High" (T.O.P. feat. KOHH)                                             | 2014 | Underworld Anatomy                                                                        |                                    |
| "Moon Child" (Anarchy feat. KOHH)                                             | 2014 | New Yankee                                                                                |                                    |
| " #ヤッチャッタ" (Minmi feat. KOHH)                                           | 2015 | New Minmi Friends -"Bad" "Minmi" To Iu Neta wo Rapper Track Maker Ga Douryouri Shitanoka- |                                    |
| "ピラミッド" (Salu & the dreambandgunjo feat. KOHH)                           | 2015 | The Calm                                                                                  |                                    |
| "Troy" (Lord 8erz feat. KOHH, 三島 & RAW-T)                                   | 2015 | 8ERZ EP                                                                                   |                                    |
| "Lollipop (DJ KM Remix)" (JOYSTICKK feat. KOHH)                               | 2015 | Sencillo sin álbum                                                                        |                                    |
| "Tomareranai" (JOE IRON feat. KOHH, Steelo & Yuki a.K.A. Juto)                | 2015 | Yellow Tape 1                                                                             |                                    |
| "チョーヤバイ" (GOKU GREEN feat. KOHH & MonyHorse)                            | 2015 | Yellow Tape 2                                                                             |                                    |
| "Hood rich" (J $tash feat. KOHH)                                              | 2015 | Yellow Tape 3                                                                             |                                    |
| "般若 (Kazoku)" [(Hannya) 家族 feat. Chiba]                                   | 2015 | Yellow Tape 3                                                                             |                                    |
| "잊지마 (It G Ma)" (Keith Ape feat. JayAllday, loota, Okasian, KOHH)          | 2015 | Yellow Tape 3                                                                             |                                    |
| "Mix Grillz" (DJ☆GO feat. KOHH & HORI)                                        | 2015 | Best for Crusing                                                                          |                                    |
| "Let Me Know" (タイプライター&YMG feat. AK-69 & KOHH)                         | 2015 | La La Palooza                                                                             |                                    |
| "Don't Get Me Started" (J $tash feat. KOHH)                                   | 2015 | Hood Rich                                                                                 |                                    |
| "24 7" (Brandon Thomas feat. KOHH)                                            | 2015 | Good Things Take Time Vol. 3                                                              |                                    |
| "Buchiagari" (DJ RYOW feat. KOHH & OG Maco)                                   | 2015 | Sencillo sin álbum                                                                        |                                    |
| "Break'em All" (TeddyLoid feat. KOHH)                                         | 2015 | Silent Planet                                                                             |                                    |
| "Bash" (SOCKS feat. KOHH)                                                     | 2015 | Never Dream This Man                                                                      |                                    |
| "All In" (Dumbfoundead feat. CA$HPASSION & KOHH)                              | 2016 | We Might Die                                                                              |                                    |
| "Air Force 1" (Barry Chen feat. Kenzy & KOHH)                                 | 2016 | Rocking Gold                                                                              |                                    |
| "Bōkyaku" (Hikaru Utada feat. KOHH)                                           | 2016 | Fantôme                                                                                   |                                    |
| "Nikes" (Frank Ocean feat. KOHH)                                              | 2016 | Blonde                                                                                    | Solo en una edición especial en CD |
| "24365" (5lack feat. KOHH)                                                    | 2018 | Sencillo sin álbum                                                                        |                                    |
| "Runway (Remix)" (Mariah Carey feat. KOHH)                                    | 2022 | Caution                                                                                   |                                    |
| “Mamushi” (Megan Thee Stallion feat. Yuki Chiba)                              | 2024 | Megan                                                                                     | No. 36 - Billboard Hot 100         |